# Sysfs
Sysfs 是Linux 2.6所提供的一種虛擬檔案系統。這個檔案系統不僅可以把裝置（devices）和驅動程式（drivers）的資訊從内核輸出到用户空间，也可以用來對裝置和驅動程式做設定。

## 歷史
Linux内核開發團隊在Linux 2.5的開發過程中引入了『Linux驅動程式模型』（Linux driver model），以解決2.4核心遭遇的以下問題：
- 沒有統一的機制表達驅動程式和裝置的關係。
- 不存在一般的熱插拔（hotplug）機制。
- procfs檔案系統過度混亂，包含了許多不是行程（process）的資訊。

sysfs的目的是把一些原本在procfs中的，關於裝置的部份，獨立出來，以『裝置階層架構』（device tree）的形式呈現。這個檔案系統由Patrick Mochel所寫，之后Maneesh Soni撰寫“sysfs backing store path”，以降低在大型系統中對記憶體的需求量。
sysfs一開始ramfs為基礎，也是一個只存在於記憶體中的檔案系統。ramfs是在2.4核心處於穩定階段時加入的。ramfs是一個優雅的實做，證明了要在當時仍很新的虛擬檔案系統下寫一個簡單的檔案系統是多麼容易的一件事。由於ramfs的簡潔以及使用了VFS，稍後的一些記憶體形式的檔案系統都以它作為開發基礎。
sysfs剛開始被命名成ddfs(Device Driver Filesystem)，當初只是為了要對新的驅動程式模型除錯而開發出來的。它在除錯時，會把裝置架構（device tree）的資訊輸出到procfs檔案系統中。但在Linus Torvalds的急切督促下，ddfs被轉型成一個以ramfs為基礎的檔案系統。在新的驅動程式模型被整合進2.5.1核心時，ddfs被改名成driverfs，以更確切描述它的用途。
在2.5核心開發的次年，新的“驅動程式模型”和"driverfs"證明了對核心中的其他子系統也有用處。kobjects被開發出來，作為核心物件的中央管理機制，而此時driverfs也被改名成sysfs。

## 技術概觀
每個被加入driver model tree內的对象，包括驅動程式、裝置以及class裝置，都會在sysfs檔案系統中以一個目錄呈現。对象的属性作为文件出现。符号链接代表对象间的关系。通常安装在/sys目录下：
```
mount -t sysfs sysfs /sys
```

## 外部連結
- The sysfs Filesystem(pdf), by Patrick Mochel
- Driver model overview from the LWN porting to 2.6 series（页面存档备份，存于）
- kobjects and sysfs from the LWN porting to 2.6 series（页面存档备份，存于）
- Ramfs（页面存档备份，存于）